# 酒井忠清
酒井 忠清（さかい ただきよ）は、江戸時代前期の譜代大名。江戸幕府老中、大老。上野厩橋藩の第4代藩主。雅楽頭系酒井家9代。第4代将軍・徳川家綱の治世期に大老となって権勢を誇り、俗に下馬将軍と呼ばれた。三河以来の譜代名門酒井氏雅楽頭家嫡流で、徳川家康・秀忠・家光の3代に仕えた酒井忠世の孫にあたる。

## 生涯

### 出生から老中時代
寛永元年（1624年）10月19日、酒井忠行の長男（嫡出長子）として酒井家江戸屋敷に生まれる。幼少期は不明であるが、酒井家江戸屋敷で育てられたと考えられている。
寛永7年（1630年）1月26日に将軍・家光が忠清の祖父・忠世邸に渡御しており、忠清も初御目見して金馬代を献上し、家光から来国光の脇差を与えられている。『東武実録』によれば、さらに1月29日には大御所・秀忠が同じく忠世邸に渡御し、このときも忠清が初御目見し太刀馬代を献上し、国俊の脇差を与えられている。寛永9年（1632年）12月1日には江戸城に初登営し、弟の忠能とともに将軍家光に謁見している。
寛永13年（1636年）3月19日には祖父・忠世、同年11月17日には父・忠行が相次いで死去する。翌寛永14年（1637年）1月4日に遺領12万2,500石のうち上野厩橋藩10万石の相続を許され、同日には弟の忠能にも上野伊勢崎藩を分地された。
寛永15年（1638年）に出仕し、従五位下・河内守に任じられる。雅楽頭家嫡流として父の忠行が務めていた奏者番を命じられ、武家故実を習得して殿中儀礼の諸役を務める。この年には忠能と共に上野へ初入国をしている。なお、同年には土井利勝と酒井忠勝が大事の折の登城を命じられ、これが後の大老の起こりとされる。
寛永18年（1641年）には3代将軍・徳川家光に嫡子・家綱が誕生。忠清は家光付きの本丸付家臣であり、幼少の家綱との接触は儀礼を通じてのみであったが、忠能は家綱付の家臣団に加わっている。正保元年（1644年）12月には松平定綱の娘・鶴姫と婚礼、慶安元年（1648年）には長男の忠明が生まれるが、鶴姫は慶安3年（1650年）に死去。慶安4年（1651年）4月には家光が死去し、8月には家綱が将軍宣下を受ける。大老・酒井忠勝、老中・松平信綱や後見の保科正之、家綱付家臣団の松平乗寿らに補佐された家綱政権が成立し、忠清は引き続き奏者番を務め、10月には左近衛権少将へ任官し、雅楽頭へ改名を命じられる。

### 大老職就任から晩年
家光の死後には西の丸老中が本丸老中へ吸収され、承応2年（1653年）6月には忠清も老中に就任し、諸役と兼任する。忠清は就任と同時に老中首座として松平信綱、松平乗寿、阿部忠秋と共に4人連署体制を構成するが、翌3年（1654年）には乗寿が死去し、万治元年（1658年）閏12月29日に稲葉正則が加えられるまでは3人体制となる。明暦元年（1655年）、池田光政から光政の娘ふきと榊原政房の縁談について相談を持ちかけられている。寛文4年（1664年）には一般奉書の加判を免じられており、寛文6年（1666年）2月2日、諸国山川掟を発する1人となり、3月26日には老中奉書への加判も免じられ、大老職に就任する。保科正之(1673没)や阿部忠秋(1675没)が没すると権力が集中し、新たに久世広之・土屋数直・板倉重矩を加えた老中達と共に将軍家綱を補佐して殉死禁止令(既に保科正之主導により1651年、大名、旗本に口頭では伝えられていた)や、陸奥仙台藩62万石の伊達家で生じた伊達騒動（寛文事件）や、延宝年間に越後高田藩で生じた越後騒動などのお家騒動の裁定に関わった。
延宝8年（1680年）1月、上総久留里2万石を加増されて15万石となり、忠行時代の家格に復する。同年5月には家綱が死去し、8月には家綱の異母弟・綱吉が将軍宣下を受ける。12月9日には病気療養を命じられ、大老職を解任される。
翌延宝9年（1681年）2月27日に隠居し、5月19日に死去。享年58（満56歳没）。遺体は龍海院（現在の群馬県前橋市）に葬られた。戸田茂睡『御当代記』によると、綱吉は越後騒動の再裁定を行い、高田藩を改易しようとしたため忠清は反対したが、綱吉は取り合わなかったという（忠清死後の6月21日に再裁定を行い、6月26日改易）。

## 人物

### 下馬将軍
忠清は鎌倉時代に執権であった北条氏に模され、大老就任後は「左様せい様」と称される将軍・家綱のもとで権勢を振るった専制的人物と評される傾向にある。また、伊達騒動を扱った文芸作品など創作においては、作中では伊達宗勝と結託した極悪人として描かれてきた。酒井家は寛永13年（1636年）に江戸城大手門下馬札付近の牧野忠成の屋敷が与えられ、上屋敷となっていた。下馬札とは、内側へは徒歩で渡り下馬の礼を取らなければならない幕府の権威を意識させる場所であり、大老時代の忠清の権勢と重ね合わせ、没後の綱吉期には下馬将軍と俗称されたことが、『老子語録』、『見聞随筆』などの史料に窺える。また戸田茂睡の執筆した『御当代記』にも、忠清が下馬将軍と呼ばれていたという記述がある。

### 土佐・宇和島領地争い裁定と上意重視
万治2年（1659年）、自身の姻戚である土佐藩と宇和島藩の領地争いが評定所に持ち込まれた。評定衆であり宇和島藩の縁戚である松平信綱など3人の老中や寺社奉行の井上正利が、家光時代の重要な先例（地方文書及び現地の20年以上に亘る慣行の尊重）を破り、宇和島藩に有利な裁定を下そうとした。勘定奉行・伊丹勝長は大きな先例変更になるこの問題を公方自身（家綱）に知らせるべきと主張。これを受け、評定衆ではない忠清は公方が成人後に裁定を持ち越すことを主張。容れられないと、評定所ではなく、江戸城での裁定を強硬に主張。信綱からは強く批判されたがこれが実現し、家光時代の先例に則り土佐藩有利の裁定で決着した。

### 宮将軍擁立説
また、家綱の危篤にあたって、鎌倉時代の例に倣って徳川家・越前松平家とは縁続きである有栖川宮幸仁親王を宮将軍として擁立しようとしたとされ、これは徳川光圀、堀田正俊などの反対にあい、実現しなかったという。これは、家綱の弟の綱吉の資質に疑問を持ったためとも、あるいは家綱の側室が懐妊中で、出産までの時間稼ぎをしようとしたためともいわれる。宮将軍擁立説は『徳川実紀』をはじめとした史料に見られ通説として扱われてきたが、近年では歴史家・辻達也の再評価があり、失脚後の風説から流布したものであるとする指摘もある。
備前岡山藩主・池田光政（父の従兄弟）とは交友があり、光政日記にも忠清に関する記事が見られるが、寛文8年（1668年）には忠清に意見書を提出したという（『池田家文書』）。これは忠清の専横を批判したものであるとも言われているが、光政日記には意見書提出の記述が見られず、同時代に行われている諫言書であるとも考えられている。

### 人物像・評価
非常に早口な人物であり、落書「百物頭」や「中村雑記」などに、「早言の頭」「早口なる人」と記述されている。
第四子以外の全ての子女は正妻の子供であり、尚且つ唯一正妻の子でない第四子も最初の妻と死別後再婚前の独身時代の子供である。歴史作家の海音寺潮五郎はこの点を指摘して、家庭内では律儀な愛妻家であったのではないかと推察している。
綱吉が将軍に就任すると大老を解任され、越後騒動の再審が進められる中、忠清は解任からわずか1年後に突如没したため、綱吉は自殺ではないかと疑問を抱き、「墓を掘り起こせ」と命じるまでに執拗に何度も検死を求めたというが、酒井家や縁戚関係のある藤堂高久らは言い訳を使いながらこれをかたくなに拒否した。そのため忠清の死は尋常でなかったとする憶測を呼んでいる。ただし、遺体は前橋で荼毘に付されているため、後世の創作ともされる。
また『中村雑記』は忠清と稲葉正則の対比についても言及する。忠清は小柄、正則は大柄な男で、忠清は笑い上戸で芸能を好む一方、正則は厳格で儒学を好むと両者は非常に対照的であった。
『談海』の二十二巻には、忠清はじめ寛文8年（1668年）時の老中の寸評がある。その中で忠清は「大海」と称されている。これは「和柔寛厚」という意味だろうと解釈されている。

### 逸話
享保6年（1721年）に成立した『葛藤別紙』には忠清の逸話が収録される。慶安4年（1651年）、忠清は上洛し、板倉重宗の家来に案内されて東山を見回った。すると、物乞いを救うための小屋が大勢建設されていた。これは物乞いを救うための小屋だと聞かされた忠清は「まことの仁政とは、物乞いを救うための小屋を建てることではない、物乞いがそもそも存在しないような世を作ることではないか」と語ったという。この話は信憑性が怪しいが、酒井忠清に対する評価が必ずしも否定的なものばかりではなかった証ともとれる。
『土芥寇讎記』の息子忠挙の項目に拠れば、「父（忠清）、女色を好み、公家の娘を数多呼び寄せ、妻として、その腹々に息女大勢あり」とされている。ただしこの書の編纂は綱吉政権時と推定されており、綱吉独裁の時代の忠清評が反映されている可能性は拭えないことに留意。また、「父と行状が違う忠挙は良将である」と書かれており、辛辣な記述の多い同書に於いて、比較として大袈裟に書かれている可能性もある。

## 家系
- 梅光院（梅子） - 松平定綱娘
  - 長女：亀姫 - 藤堂高久室
  - 長男：忠明（忠挙）
- 清岸院 - 姉小路公景娘
  - 三女：千姫
  - 四女：松姫 - 松平頼常室
  - 五女：長姫 - 水野勝種室
  - 六女：紀伊姫 - 中川久通室
  - 七女：奈阿姫 - 加藤泰恒室
  - 三男：忠寛
  - 八女：彦姫 - 松平信庸室
  - 九女：與志姫
  - 十女：石姫
  - 四男：萬千代 - 酒井忠能養子
  - 十一女：助姫
- その他（妾腹）
  - 次男：某（大宝院）
  - 次女：久姫